# Time Has Come Today

Time Has Come Today est une chanson écrite et composée par Willie et Joseph Chambers.
Elle figure sur l'album The Time Has Come des Chambers Brothers paru en 1968 chez Columbia Records. Cette version dure 11 minutes et 7 secondes. Elle est enregistrée en stéréo le 8 août 1967. Le titre se classe n° 11 pendant cinq semaines dans le Billboard Hot 100. Il existe une seconde version singulièrement plus courte (3 min 52 s), enregistrée en mono le 1er août 1966 et publiée en single.

## Reprises
- Würm sur la face B de leur single "We're Off / I'm Dead / Time Has Come Today" 7"-single (1982)
- Angry Samoans sur l'album Back from Samoa (1982)
- les Ramones  en 8e position sur l'album Subterranean Jungle, le 7e des Ramones, et dure, dans cette version, 4 min 25 s (1983)
- Mark Edwards, de My Dad Is Dead, sur la compilation Human Music (1989) d'Homestead Records et en live sur Live at Peabody's 5/23/1988
- Joan Jett sur l'album The Hit List  (1990)
- Bluefield (groupe allemand de New Wave) sur l'album Struggling in Darkness (1991). Elle est aussi incluse sur Zillo's mystic sounds Vol. 3 en (1992)
- Willy DeVille sur l'album Loup Garou (1995)
- Steve Earle et Sheryl Crow sur la bande originale du film Steal This Movie! (2000). On retrouve cette version sur la compilation de Steve Earle Side Tracks
- Robert Post sur la bande originale du documentaire Gunnar Goes Comfortable (2003)
- Lords of Altamont sur Lords Have Mercy (2005)
- Coco Robicheaux sur Revelator (2010)
- Premier épisode de la série américaine Vietnam in HD
- Bootsy Collins dans la série télévisée Ash vs Evil Dead, où elle est interprétée pendant le générique du 7e épisode de la saison 1 "Fire in the Hole" (2015)
- Pearl Jam pendant leur concert au Wrigley Field à Chicago, Illinois le 22 août 2016 (2016).